# EHF Champions League 2000/01
An der EHF Champions League 2000/01 nahmen 32 Handball-Vereinsmannschaften teil, die sich in der vorangegangenen Saison in ihren Heimatligen für den Wettbewerb qualifiziert hatten. Es war die 41. Austragung der EHF Champions League bzw. des Europapokals der Landesmeister. Der Titelverteidiger war FC Barcelona. Die Pokalspiele begannen am 2. September 2000, das zweite Finalspiel fand am 28. April 2001 statt. Im Finale konnte sich Portland San Antonio gegen FC Barcelona durchsetzen.

## Modus
Vor der Gruppenphase gab es zwei Runden im K.-o.-System mit Hin- und Rückspiel für die niedriger eingestuften qualifizierten Vereine. Die Sieger aus Runde 1 zogen in Runde 2 ein und die Verlierer in die zweite Runde des EHF-Pokals 2000/01. Die Sieger aus Runde 2 zogen in die Gruppenphase ein und die Verlierer in die dritte Runde des EHF-Pokals.
In der Gruppenphase mit vier Gruppen mit je vier Mannschaften, spielte in jeder Gruppe jeder gegen jeden ein Hin- und Rückspiel. Die jeweils zwei Gruppenbesten erreichten das Viertelfinale. Ab dem Viertelfinale wurde im K.-o.-System mit Hin- und Rückspiel gespielt. Der Gewinner des Finales war EHF Champions League Sieger der Saison 2000/01.

## Runde 1
Die Hin- und Rückspiele fanden zwischen dem 2. September 2001 und dem 10. September 2001 statt.
|                       | Gesamt |                      | Hinspiel | Rückspiel |
| --------------------- | ------ | -------------------- | -------- | --------- |
| ASKI Ankara           | 58:41  | HC Granitas Kaunas   | 29:18    | 29:23     |
| HC Berchem            | 44:68  | Hapoel Rishon LeZion | 25:31    | 19:37     |
| Wybrzeże Gdańsk       | 53:46  | ŠKP Sečovce          | 30:22    | 23:24     |
| SKA Minsk             | 52:42  | HV Aalsmeer          | 28:20    | 24:22     |
| Haukar Hafnarfjörður  | 53:48  | HC Eynatten          | 22:18    | 31:30     |
| SPE Strovolou Nicosia | 50:51  | HSG Bärnbach/Köflach | 26:27    | 24:24     |
| Steaua Bukarest       | 57:52  | Panellinios AC Athen | 30:26    | 27:26     |
| RK Izvidac Ljubuski   | 41:54  | ZTR Saporischschja   | 23:24    | 18:30     |

## Runde 2
Die Hin- und Rückspiele fanden zwischen dem 14. Oktober 2001 und 22. Oktober 2001 statt.
|                        | Gesamt |                            | Hinspiel | Rückspiel |
| ---------------------- | ------ | -------------------------- | -------- | --------- |
| ZSKA Moskau            | 39:54  | Wybrzeże Gdańsk            | 23:28    | 16:26     |
| SKA Minsk              | 48:53  | Pallamano Trieste          | 28:26    | 20:27     |
| Montpellier HB         | 45:41  | ZTR Saporischschja         | 24:18    | 21:23     |
| ASKI Ankara            | 56:50  | TV Suhr                    | 32:21    | 24:29     |
| RK Lovćen Cetinje      | 60:39  | HSG Remus Bärnbach/Köflach | 30:16    | 30:23     |
| Hapoel Rishon LeZion   | 42:50  | Redbergslids IK            | 23:26    | 19:24     |
| Académico Basket Clube | 55:50  | Haukar Hafnarfjörður       | 25:22    | 30:28     |
| Steaua Bukarest        | 47:63  | HC Baník Karviná           | 29:34    | 18:29     |

## Gruppenphase
Die Gruppenphase wurde zwischen dem 11. November 2000 und dem 17. Dezember 2000 ausgespielt.

### Gruppe A
| Pl. | Mannschaft        | Sp. | S | U | N | Tore      | Diff. | Punkte |
| --- | ----------------- | --- | - | - | - | --------- | ----- | ------ |
| 1.  | RK Celje          | 6   | 5 | 1 | 0 | 0183:1450 | +38   | 11     |
| 2.  | Badel 1862 Zagreb | 6   | 4 | 1 | 1 | 0155:1370 | +18   | 9      |
| 3.  | ASKI Ankara       | 6   | 1 | 0 | 5 | 0153:1670 | −14   | 2      |
| 4.  | Redbergslids IK   | 6   | 1 | 0 | 5 | 0131:1730 | −42   | 2      |

### Gruppe B
| Pl. | Mannschaft      | Sp. | S | U | N | Tore      | Diff. | Punkte |
| --- | --------------- | --- | - | - | - | --------- | ----- | ------ |
| 1.  | FC Barcelona    | 6   | 4 | 2 | 0 | 0155:1330 | +22   | 10     |
| 2.  | Montpellier HB  | 6   | 3 | 1 | 2 | 0146:1410 | +5    | 7      |
| 3.  | Dunaferr SE     | 6   | 3 | 1 | 2 | 0143:1450 | −2    | 7      |
| 4.  | Wybrzeże Gdańsk | 6   | 0 | 0 | 6 | 0124:1490 | −25   | 0      |

### Gruppe C
| Pl. | Mannschaft             | Sp. | S | U | N | Tore      | Diff. | Punkte |
| --- | ---------------------- | --- | - | - | - | --------- | ----- | ------ |
| 1.  | Académico Basket Clube | 6   | 4 | 0 | 2 | 0151:1530 | −2    | 8      |
| 2.  | THW Kiel               | 6   | 3 | 1 | 2 | 0164:1470 | +17   | 7      |
| 3.  | GOG Gudme              | 6   | 3 | 0 | 3 | 0165:1580 | +7    | 6      |
| 4.  | Pallamano Trieste      | 6   | 1 | 1 | 4 | 0159:1810 | −22   | 3      |

### Gruppe D
| Pl. | Mannschaft           | Sp. | S | U | N | Tore      | Diff. | Punkte |
| --- | -------------------- | --- | - | - | - | --------- | ----- | ------ |
| 1.  | RK Lovćen Cetinje    | 6   | 4 | 1 | 1 | 0160:1500 | +10   | 9      |
| 2.  | Portland San Antonio | 6   | 4 | 0 | 2 | 0170:1550 | +15   | 8      |
| 3.  | IL Runar Sandefjord  | 6   | 2 | 0 | 4 | 0151:1650 | −14   | 4      |
| 4.  | HC Baník Karviná     | 6   | 1 | 1 | 4 | 0170:1810 | −11   | 3      |

## Viertelfinals
Die Hinspiele fanden am 24./25. Februar 2001 statt und die Rückspiele am 3./4. März 2001.
|                      | Gesamt |                        | Hinspiel | Rückspiel |
| -------------------- | ------ | ---------------------- | -------- | --------- |
| Montpellier HB       | 47:52  | RK Celje               | 24:23    | 23:29     |
| Badel 1862 Zagreb    | 40:55  | FC Barcelona           | 17:29    | 23:26     |
| Portland San Antonio | 49:37  | Académico Basket Clube | 25:16    | 24:21     |
| THW Kiel             | 59:51  | RK Lovćen Cetinje      | 35:22    | 24:29     |

## Halbfinals
Die Hinspiele fanden am 24./25. März 2001 statt und die Rückspiele am 31. März 2001.
|                      | Gesamt |              | Hinspiel | Rückspiel |
| -------------------- | ------ | ------------ | -------- | --------- |
| THW Kiel             | 56:57  | FC Barcelona | 28:24    | 28:33     |
| Portland San Antonio | 62:57  | RK Celje     | 30:28    | 32:29     |

## Finale
Das Hinspiel in Pamplona fand am 21. April 2001 statt und das Rückspiel in Barcelona am 28. April 2001.
Für FC Barcelona war es die erste Niederlage bei der sechsten aufeinanderfolgenden Finalteilnahme.
|                      | Gesamt |              | Hinspiel                               | Rückspiel                               |
| -------------------- | ------ | ------------ | -------------------------------------- | --------------------------------------- |
| Portland San Antonio | 52:49  | FC Barcelona | 30:24 (14:12) Pamplona, 3000 Zuschauer | 22:25 (12:15) Barcelona, 9000 Zuschauer |

Das Siegerteam der EHF Champions League 2000/2001 bestand aus Álvaro Jauregui, Ambrosio Martín, Daniel Areste, Fernando Barbeito, Rául Bartolomé, Alexandru Buligan, Xabier Mikel Errekondo, Haritz García, Mateo Garralda, José Javier Hombrados, Michail Jakimowitsch, Oleg Kisselev, Alberto Martín, Óscar Mainer, Jackson Richardson und Jesús Olalla.